# Sture Ljungqvist

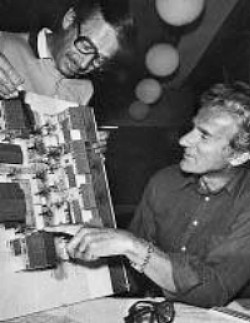
Höjer och Ljungqvist (t.h.)

Sture Ljungqvist, född 29 juni 1921 i Stockholm, död 28 april 2004 där, var en svensk arkitekt. Ljungqvist var en av de ledande arkitekterna i efterkrigstidens Sverige. Han bodde såväl i radhusområdet Atlantis i Vällingby och Smedslätten i Bromma som han själv hade ritat.
Sture Ljungqvist tog examen vid Kungliga Tekniska Högskolan 1946 och från Konstakademien 1950. Efter anställningar hos arkitekt Paul Hedqvist, Stockholms stadsbyggnadskontor och HSB bildade han 1952 arkitektkontoret Höjer & Ljungqvist tillsammans med kurskamraten från KTH, Jon Höjer. Vid pensioneringen 1992 donerade Höjer och Ljungqvist sitt arkitektkontor till de anställda. Företaget bytte därmed namnet till Origo Arkitekter. 
Bland hans arbeten kan nämnas radhusområdet Atlantis i Vällingby (1953-54), radhusområde kring Persbergsbacken och Forsbackagatan i Larsboda (1958), radhusområde Smedslättens gård i Bromma (1961-1965), stadsdelarna Johannelund, Linköping (1958-63), radhusområdet i kvarteret Sörgården, Tensta (1970), kollektivhuset Stolplyckan (1979-82) i Linköping, Sätra i Gävle (1964-72), Bredängs centrum (1965), Kista i Stockholm (1975-80) samt bostäder, butiks- och servicecentrum Ringen vid Götgatan 100 (1979-1982). Arkitektparet Höjer & Ljungqvist gestaltade även den diskuterade ombyggnaden av Hästskopalatset vid Hamngatan i Stockholm (1971-1972).
Han stod även bakom en lång rad stadsplaner, här kan nämnas stadsplan för Bredäng (1961-1962), generalplan för Bålsta (1966-1972), generalplan för Norra Botkyrka (1967) samt områdesplan och stadsplaner för Fittja (1968-1970).
Ljungqvist var ordförande i Svenska Arkitekters Riksförbund, SAR, och i dess tävlingsnämnd under åren 1980–84. Han fortsatte sitt arbete långt efter pensionen bland annat genom grundandet av SAR seniorer som Ljungqvist var motor i.

## Bilder, verk i urval

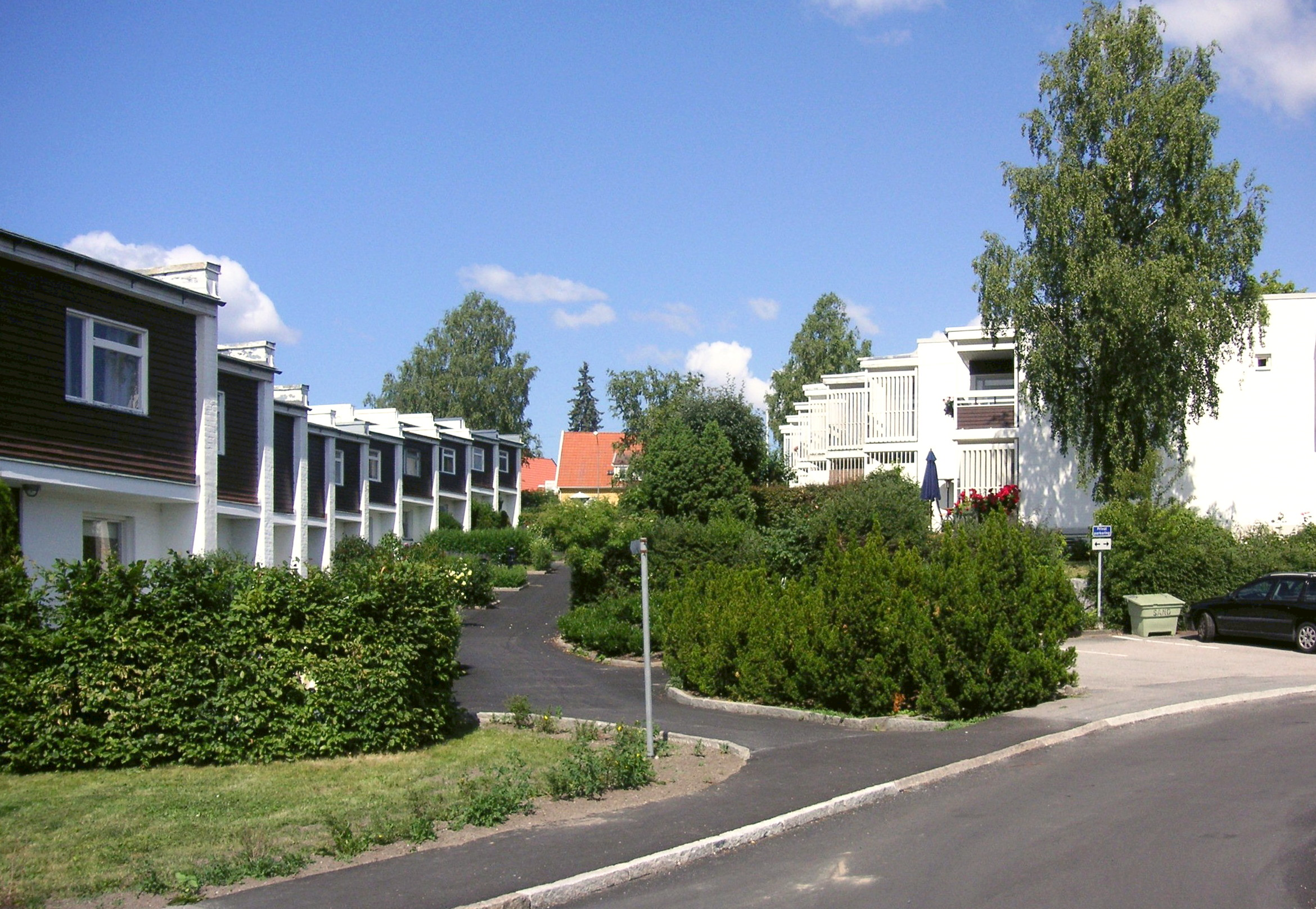
Radhusområdet i Smedslätten.
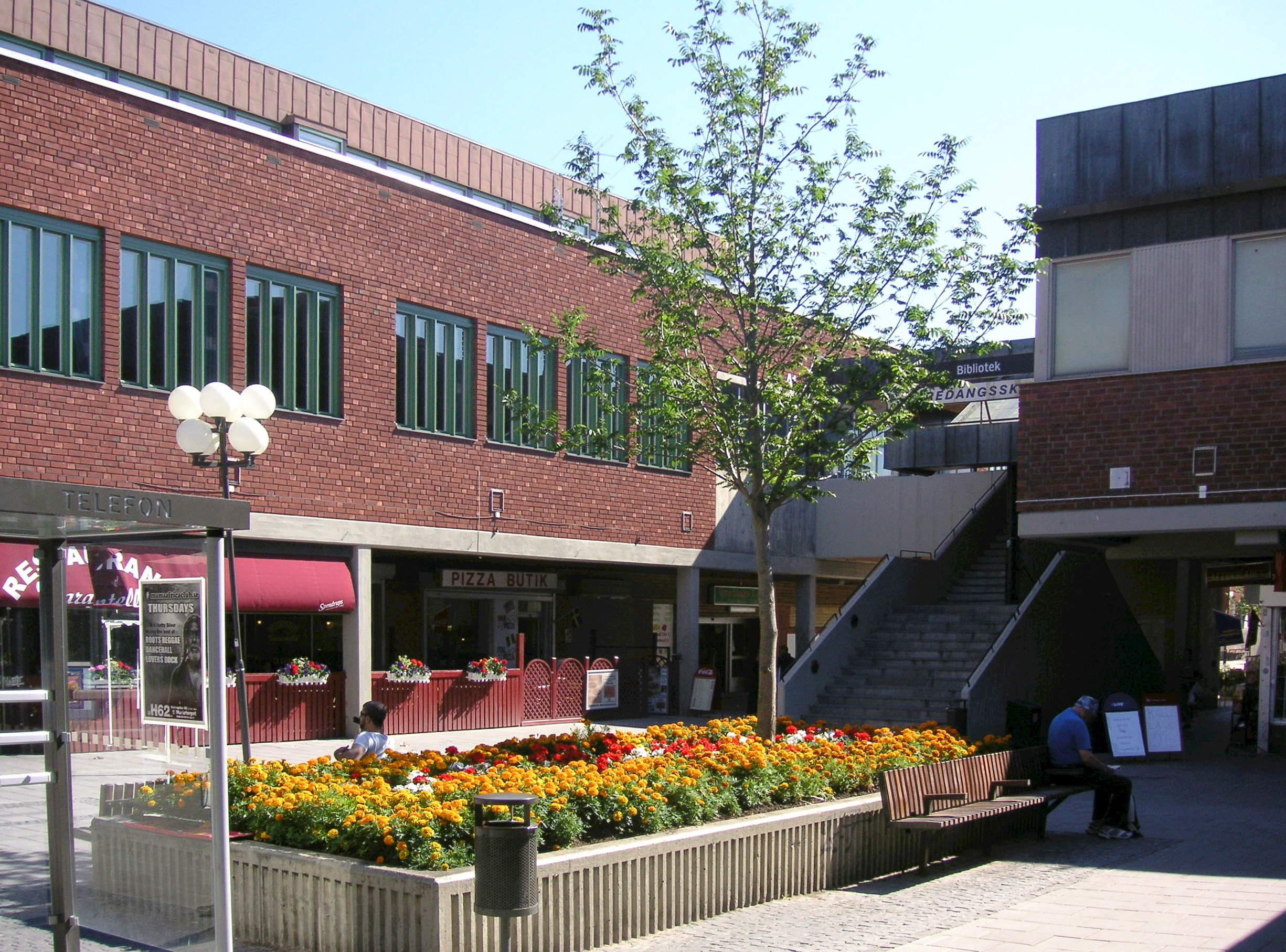
Bredängs centrum.
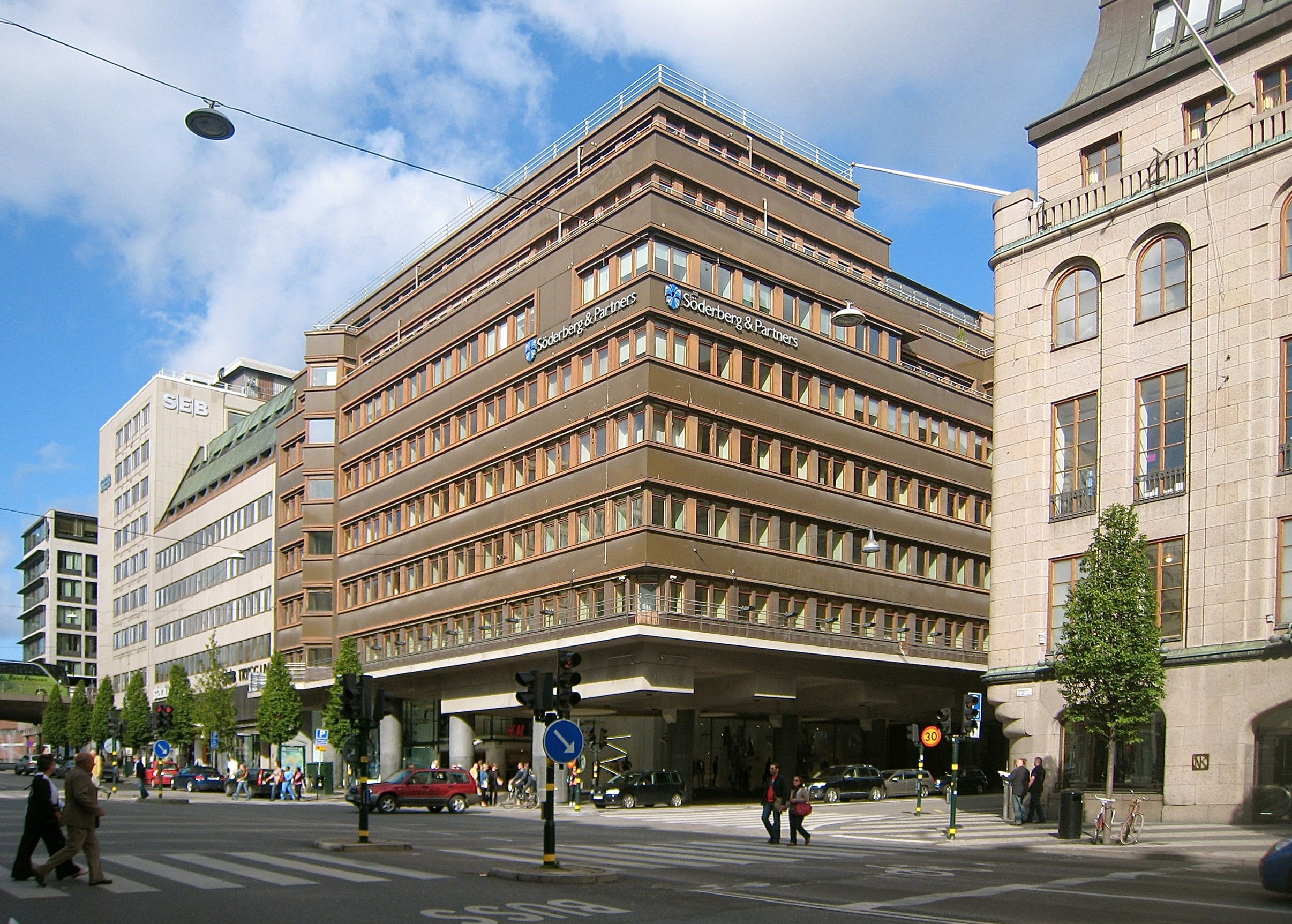
Hästskopalatset (ombyggnad)
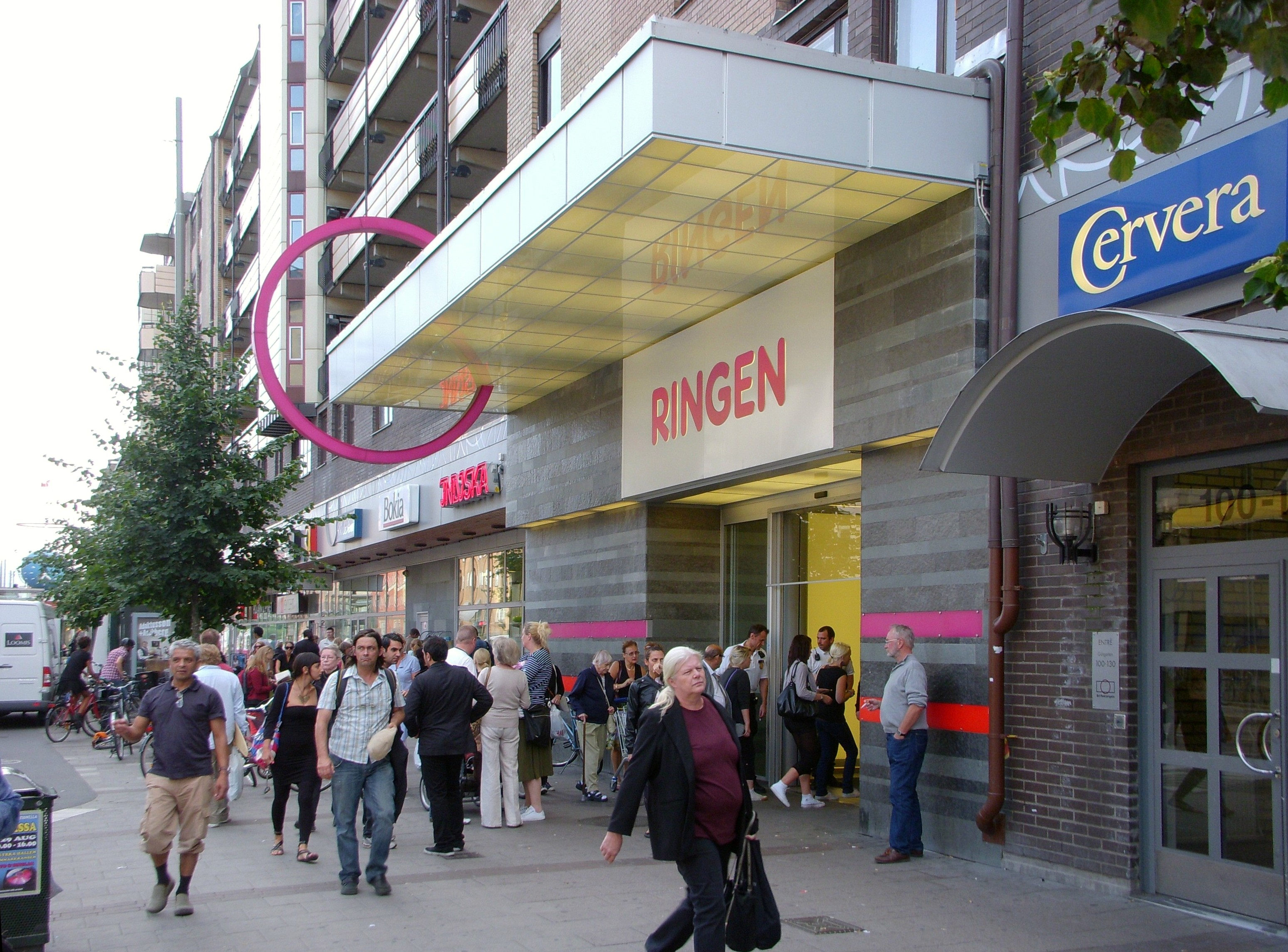
"Ringen" på Södermalm.